# 阿部茂樹
阿部 茂樹（あべ しげき、1972年7月5日 - ）は、秋田県出身の元プロ野球選手（捕手）。
現在は東京ヤクルトスワローズでスコアラーを務めている。

## 来歴・人物
大潟村立大潟小学校5年で野球を始める。中学3年生の春に県大会優勝。秋田高校では1年生の5月から捕手で4番を打ち、2年春に甲子園に出場（初戦で北陸高校に4-1で敗退）。3年夏は県ベスト8止まり。高校通算本塁打15本（内公式戦10本）。
1990年ドラフト会議で読売ジャイアンツに4位指名され入団。
1997年に自由契約になった。
1998年にテストを経てヤクルトスワローズ入団。
1999年シーズン最終戦の9回表に代打としてプロ初出場。
2001年3月に現役引退。
2013年からスコアラーとしてスワローズに残る。

## 詳細情報

### 年度別打撃成績
| 年 度     | 球 団     | 試 合 | 打 席 | 打 数 | 得 点 | 安 打 | 二 塁 打 | 三 塁 打 | 本 塁 打 | 塁 打 | 打 点 | 盗 塁 | 盗 塁 死 | 犠 打 | 犠 飛 | 四 球 | 敬 遠 | 死 球 | 三 振 | 併 殺 打 | 打 率 | 出 塁 率 | 長 打 率 | O P S |
| --------- | --------- | ----- | ----- | ----- | ----- | ----- | -------- | -------- | -------- | ----- | ----- | ----- | -------- | ----- | ----- | ----- | ----- | ----- | ----- | -------- | ----- | -------- | -------- | ----- |
| 1999      | ヤクルト  | 1     | 1     | 1     | 0     | 0     | 0        | 0        | 0        | 0     | 0     | 0     | 0        | 0     | 0     | 0     | 0     | 0     | 0     | 0        | .000  | .000     | .000     | .000  |
| 通算：1年 | 通算：1年 | 1     | 1     | 1     | 0     | 0     | 0        | 0        | 0        | 0     | 0     | 0     | 0        | 0     | 0     | 0     | 0     | 0     | 0     | 0        | .000  | .000     | .000     | .000  |

### 記録
- 初出場・初打席：1999年10月15日、対横浜ベイスターズ27回戦（横浜スタジアム）、9回表に本郷宏樹の代打で出場、横山道哉から凡打

### 背番号
- 89 （1991年 - 1995年）
- 91 （1996年 - 1997年）
- 67 （1998年 - 2001年）
- 88 （2002年 - 2007年）
- 93 （2008年 - 2009年）
- 105 （2010年 - 2012年）